# Lindsaea parasitica
Lindsaea parasitica là một loài thực vật có mạch trong họ Dennstaedtiaceae. Loài này được (Roxburgh ex Griff.) Hieron. miêu tả khoa học đầu tiên năm 1920.